# Humber Sceptre (1963–1967)
Der Humber Sceptre der Baujahre 1963 bis 1967 (auch: Sceptre Mark I und Sceptre Mark II) ist eine Limousine der oberen Mittelklasse, die der ehemalige britische Automobilhersteller Rootes unter der Marke Humber verkaufte. Er hat mit dem Hillman Super Minx und dem Singer Vogue zwei weitgehend baugleiche Schwestermodelle, von denen er sich vor allem durch gestalterische und technische Details unterscheidet. Innerhalb dieser Modellfamilie, die ein typisches Beispiel für das seinerzeit in Großbritannien weit verbreitete Badge Engineering ist, war der Sceptre das teuerste und am besten ausgestattete Auto. Er konkurrierte unter anderem mit Modellen von Rover.

## Modellgeschichte

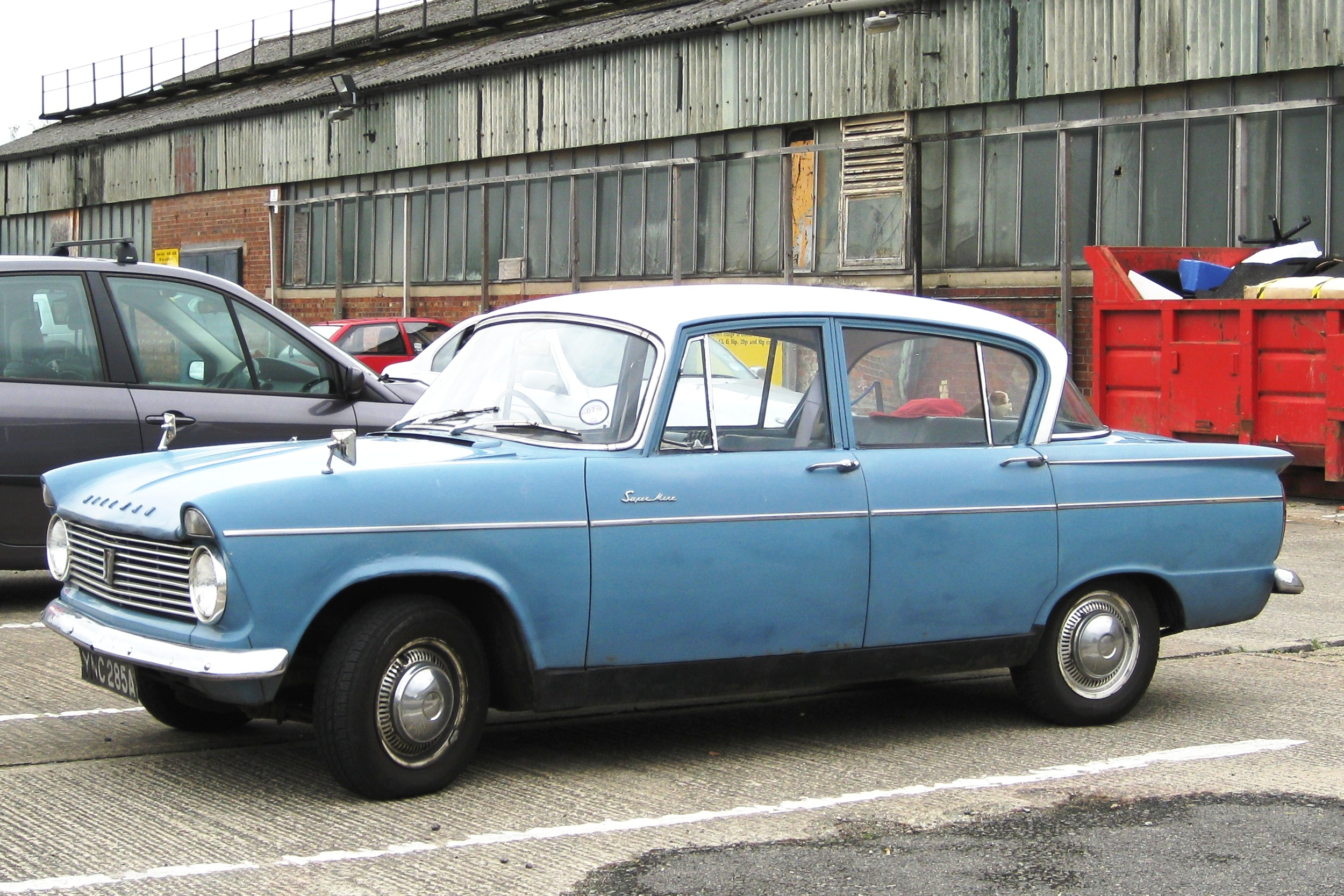
Preiswertes Basismodell: Hillman Super Minx

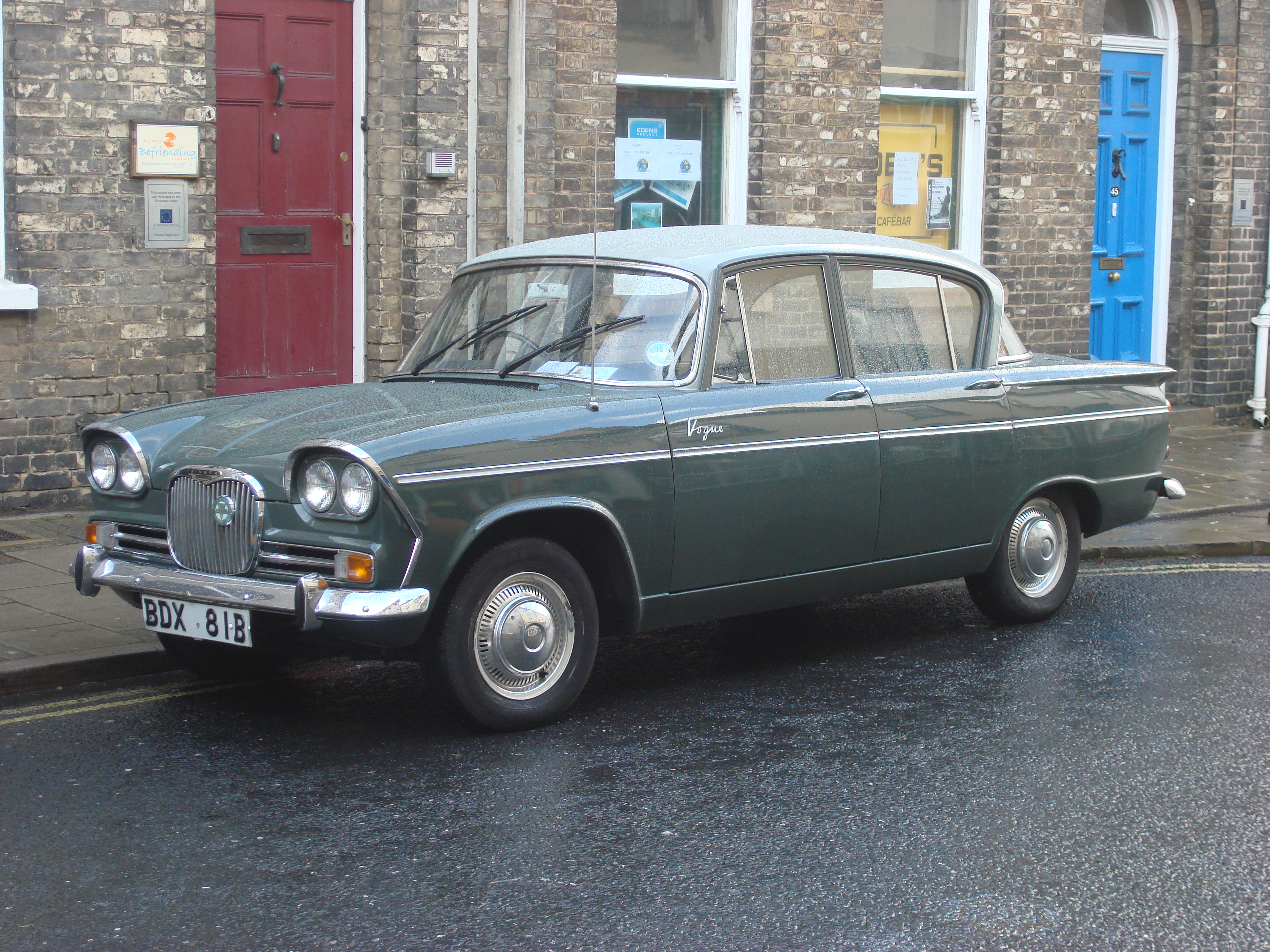
Zwischen Hillman und Humber: Singer Vogue

Der Rootes-Konzern, zu dem unter anderem die Marken Hillman, Humber, Singer und Sunbeam gehörten, war in der Mittelklasse ab 1956 mit der sogenannten Audax-Reihe vertreten. Im Wege des Badge Engineering bot Rootes den Audax als Hillman Minx, Singer Gazelle und Sunbeam Rapier an. Bei Humber, der Spitzenmarke des Rootes-Konzerns, gab es keinen Audax-Ableger und auch sonst kein in der Größe vergleichbares Modell.
Für das Jahr 1961 konstruierte Rootes einen neuen Fahrzeugtyp, der größer, schwerer und teurer war als die Autos der Audax-Reihe. Nach ursprünglichen Planungen sollten die neuen Wagen die bisherigen Audax-Ableger ersetzen. Da diese sich aber nach wie vor gut verkauften und dem Konzern regelmäßige Profite einbrachten, entschied das Management Anfang 1961, die alten Modelle weiter zu produzieren und die neuen parallel dazu unter anderer Bezeichnung anzubieten. Auf diese Weise entstanden zunächst der Hillman Super Minx als Ergänzung zum Audax-Minx sowie der Singer Vogue, der oberhalb des Gazelle positioniert war. Als drittes Modell war ursprünglich eine Sunbeam-Variante geplant, die als Rapier Mark IV vermarktet werden sollte. „In letzter Minute“ – und nachdem Rootes bereits Vorserienfahrzeuge mit Sunbeam-Emblemen produziert hatte – fiel die Entscheidung, das dritte Modell nicht als Sunbeam, sondern als Humber zu vermarkten. Der Grund dafür war das vergleichsweise hohe Gewicht des Autos, das dem sportlichen Anspruch der Marke Sunbeam nicht gerecht wurde. Damit verbunden war eine Erweiterung des Humber-Programms auf die Mittelklasse, die die Marke bislang nicht bedient hatte.
Nachdem der Singer Vogue im Juli 1961 als erstes Mitglied der neuen Modellfamilie auf den Markt gekommen war, erschien im Oktober 1961 der preiswertere Hillman Super Minx. Die Humber-Version debütierte erst mehr als ein Jahr später im Januar 1963. Zu dieser Zeit gab es sowohl den Hillman als auch den Singer bereits in einer technisch verbesserten Mark-II-Ausführung. Humber übernahm diese Änderungen von Beginn an für den Sceptre.
Während der Singer Vogue und der Hillman Super Minx jeweils in vier Serien gebaut wurden, gab es den Humber Sceptre nur in zwei Serien (Mark I und Mark II). Die stilistischen Modifikationen des Jahres 1964, die beim Singer und beim Hillman zum Mark III führten, machte der Humber nicht mit. Seine zweite Version (Mark II) kam 1965 zeitgleich mit der vierten Serie des Singer und des Hillman auf den Markt.
1967 löste Rootes den Humber Sceptre durch eine gleichnamige Variante des Rootes Arrow ab, die alternativ auch als Sceptre Mark III oder als „New Sceptre“ bezeichnet wird.

## Modellbeschreibung

### Karosserie

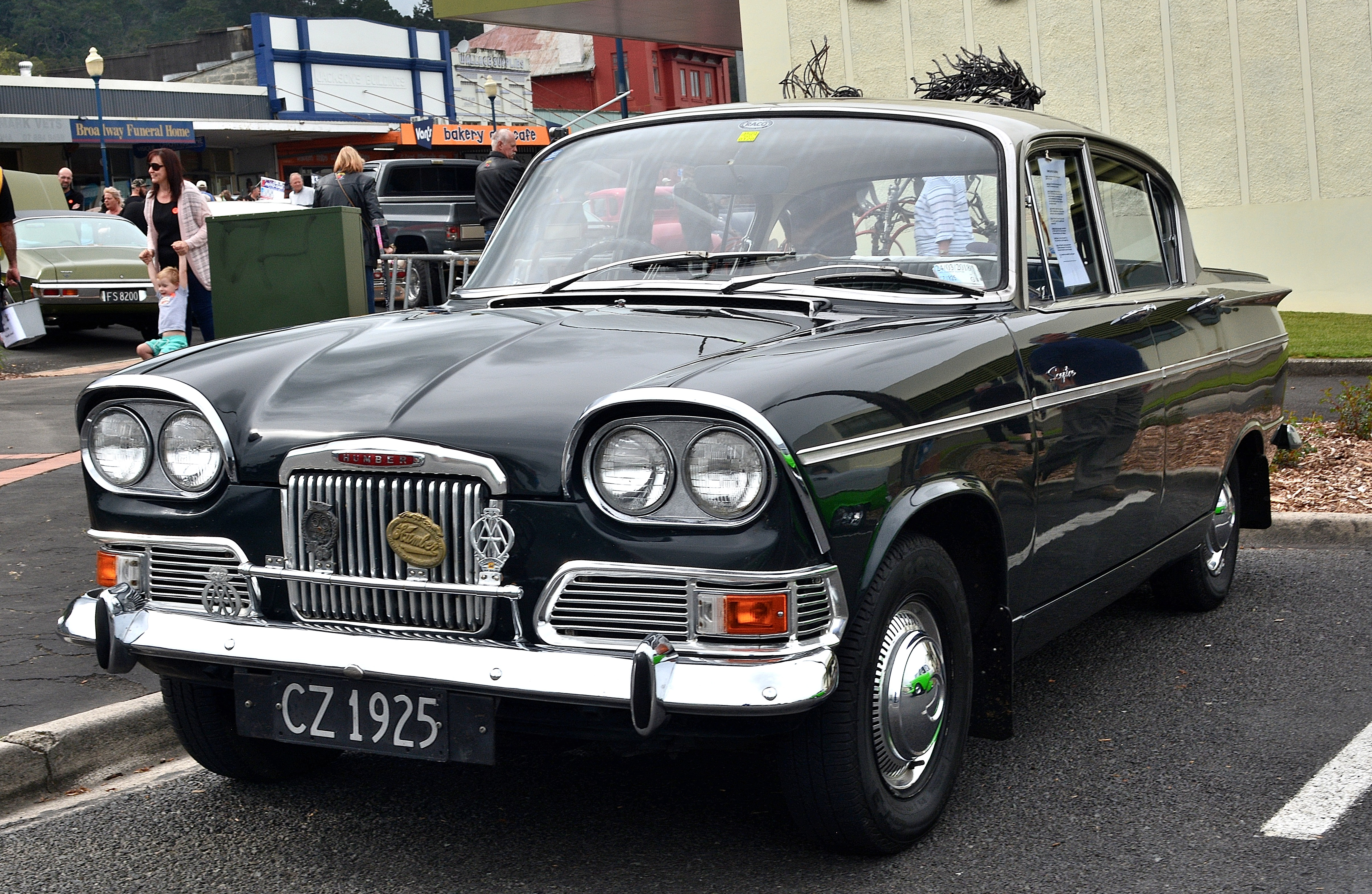
Wraparound Windshield: Ins Dach hinein ragende Windschutzscheibe

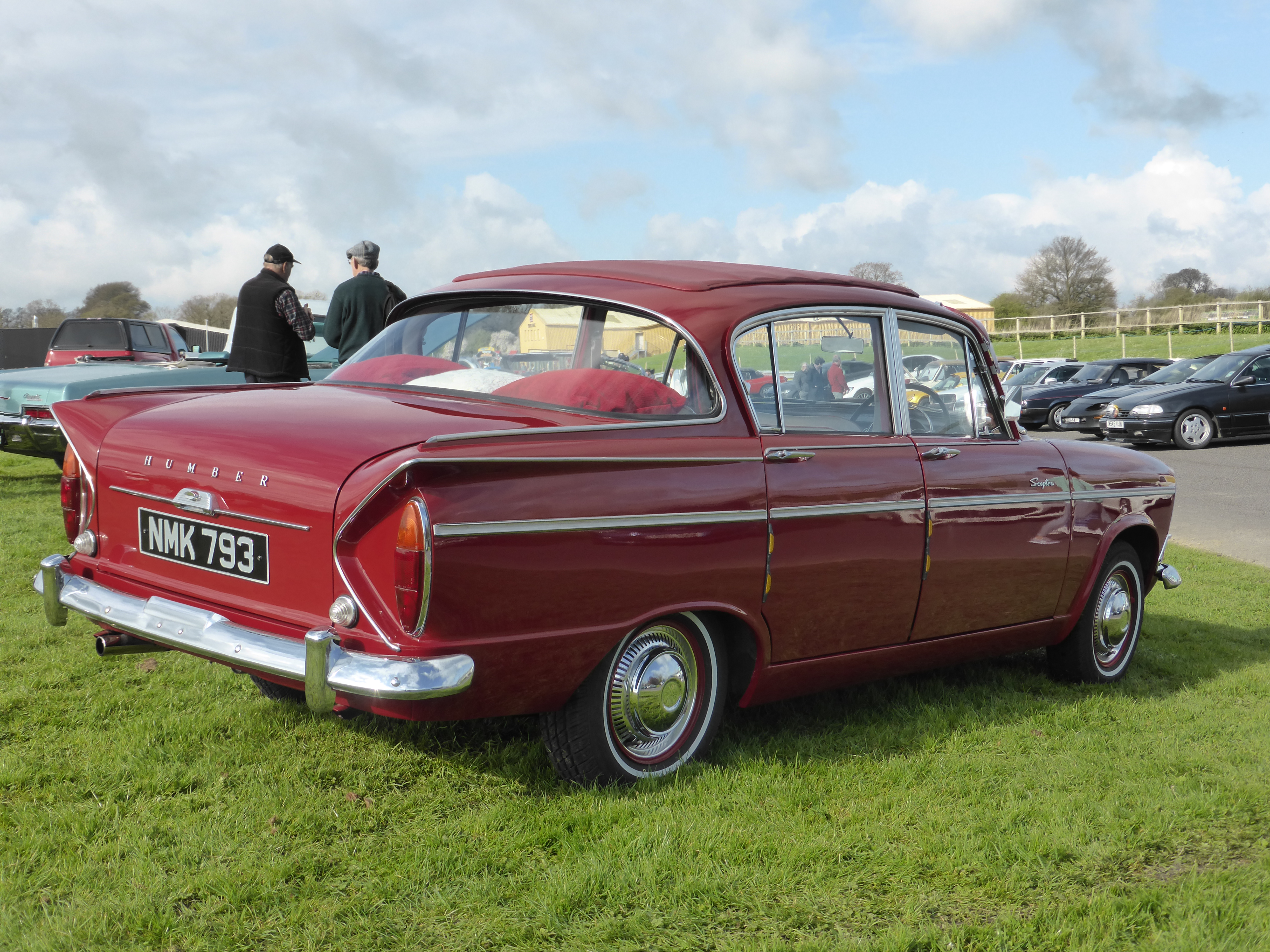
Heckgestaltung des Sceptre (Mark I und II)

Der Humber Sceptre war nur als viertürige Limousine erhältlich. Anders als bei den Schwestermarken gab es keinen Kombiwagen (nur bei Hillman und Singer) und kein Cabriolet (nur bei Hillman).
Die Karosserie ist selbsttragend. Ihre Form entstand unter der Leitung von Ted White in Rootes’ Designcenter. Raymond Loewy, der noch an dem Design des Vorgängermodells der Audax-Reihe mitgewirkt hatte, war am Sceptre nicht mehr beteiligt. Der Humber Sceptre teilt sich die wesentlichen Karosseriebleche mit den Schwestermodellen von Hillman und Singer. Allerdings weicht das Humber-Design in einigen Details vom Super Minx und vom Vogue ab.
Eigenständig ist die Windschutzscheibe, die größer als die des Hillman und des Singer ist und hoch ins Dach hineinreicht. Im englischen Sprachgebrauch wird sie Wraparound Windshield genannt. Sie orientiert sich an dem von Virgil Exner entworfenen Forward Look der US-amerikanischen Chrysler-Modelle aus der Zeit ab 1957. Sie findet sich bei allen Sceptres der Mark-I- und Mark-II-Reihe.
Die Gestaltung der Doppelscheinwerfer weicht in den beiden Serien erheblich voneinander ab. Gleiches gilt für die Kühlermaske.
Wie die frühen Schwestermodelle von Hillman und Singer hat auch der Humber Sceptre eine hintere Panoramascheibe. Während der Hillman und der Singer allerdings 1964 mit Einführung der Mark-III-Versionen einen trapezförmigen Dachaufbau mit nahezu flacher Heckscheibe bekamen, behielt der Humber das rundlich abfallende Dach mit der Panoramascheibe bis zur Produktionseinstellung 1967 bei.
Wie bei den Hillman- und Singer-Modellen hat der Humber hinten waagerecht verlaufende Heckflossen, die am Kofferraumabschluss einwärts geneigt sind. Stilistisches Vorbild hierfür waren Chevrolet-Modelle der späten 1950er-Jahre. Ein besonderes Designmerkmal des Humber sind verchromte dreieckige Einfassungen der Heckleuchten. Auf Wunsch konnte eine Zweifarblackierung bestellt werden, die die Gestaltung der Wagenflanken und der Heckflossen optisch betonte. Die ovalen Leuchten des Sceptre selbst stimmen mit denen des Hillman Super Minx überein. Die breite Chromeinfassung der Heckscheibe ist ein eigenständiges Designmerkmal des Humber. Sie läuft in einer waagerechten, am oberen Ende der Kotflügel angeordneten Chromleiste aus.

### Antrieb
Der Sceptre wird von einem vorn längs eingebauten Vierzylinder-Reihenmotor angetrieben, dessen Grundkonstruktion von Hillman entwickelt wurde und der erstmals 1953 erschien.
Der Sceptre Mark I hat wie seine Schwestermodelle eine 1592 cm³ große Version dieses Motors. Bei ihm kommt die auch im Sunbeam Rapier Mark IV verwendete Variante zum Einsatz, die mit 80 bhp (60 kW; 82 PS) deutlich leistungsstärker ist als die im Hillman Super Minx und im Singer Vogue eingebauten Motoren. Frühe Modelle mit 1,6-Liter-Motor haben zwei Zenith-Fallstromvergaser, während die ab 1964 gebauten Motoren mit einem doppelten Solex-Fallstromvergaser ausgestattet sind. Weitere Veränderungen gegenüber den Hillman- und Singer-Motoren sind ein wassergekühlter Ansaugkrümmer, geänderte Ventilsteuerzeiten und stärkere Ventilfedern, um ein einwandfreies Schließen der Ventile bei hohen Drehzahlen zu gewährleisten.
Im 1965 vorgestellten Mark II kommt (wie bei den Mark-IV-Varianten der Schwestermodelle) eine auf 1725 cm³ Hubraum vergrößerte Motorvariante zum Einsatz, die wie im Singer Vogue 85 bhp (63 kW; 86 PS) leistet. Die im Hillman Super Minx verwendete Variante dieses Motors ist dagegen 20 bhp schwächer.
Die Kraftübertragung auf die Hinterräder übernimmt in beiden Baureihen serienmäßig ein handgeschaltetes Vierganggetriebe, dessen erster Gang bei den bis September 1964 gebauten Mark-I-Modellen nicht synchronisiert ist. Es wird mit einem Mittelschalthebel bedient. Ein durch einen Hebel am Lenkrad zu bedienender Overdrive für den dritten und vierten Gang gehörte im Humber zur Serienausstattung. Die Overdrivesperre für den ersten und zweiten Gang lässt sich manuell ausschalten. Ein BorgWarner-Automatikgetriebe mit drei Vorwärtsgängen war in beiden Serien gegen Aufpreis erhältlich. Die Smith-Easydrive-Automatik, die anfänglich im Hillman und im Singer verfügbar war, gab es beim Humber nicht.

### Fahrwerk
Vorne hat der Humber Sceptre Einzelradaufhängung an Doppelquerlenkern mit Schraubenfedern und einem Stabilisator, die angetriebene starre Hinterachse hängt an Längsblattfedern. Zusätzliche Stabilisatoren verringern das bei den Schwestermodellen von Hillman und Singer stark ausgeprägte Untersteuern. Vorn kommen serienmäßig Scheibenbremsen zum Einsatz. Die Kugelumlauflenkung ist nicht servounterstützt.

## Die einzelnen Serien

### Mark I (1963–1965)

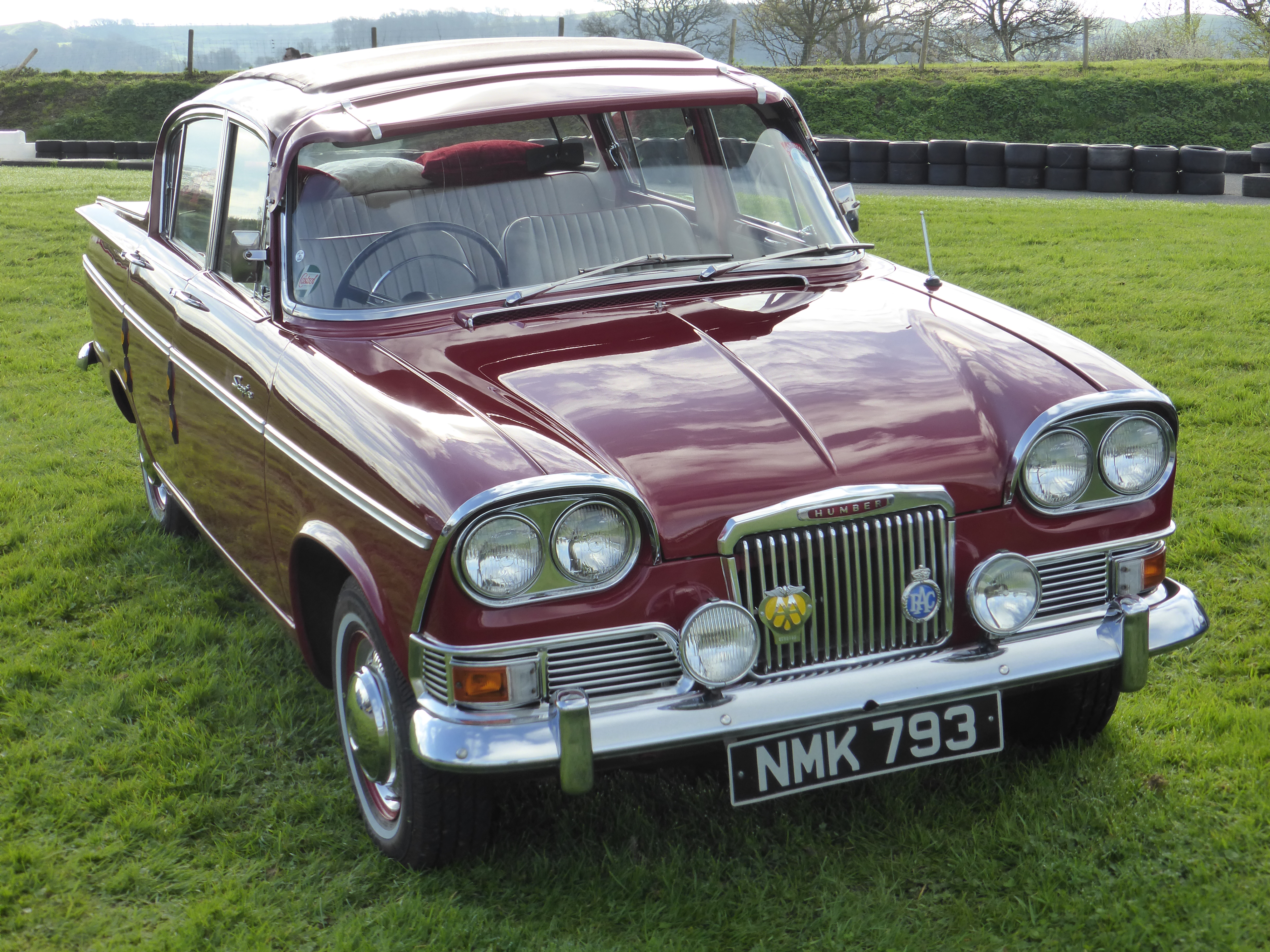
Vom Singer Vogue übernommene Frontpartie des Humber Sceptre Mark I

Der Humber Sceptre Mark I wurde von Januar 1963 bis Herbst 1965 gebaut. Er hat den kleineren Vierzylindermotor mit 1,6 Litern Hubraum und einer Leistung von 80 bhp (60 kW; 82 PS). 
Die in einem verchromten Oval eingefassten Doppelscheinwerfer des Mark I entsprechen denen des Singer Vogue. Die Kühlermaske dokumentiert, dass der Sceptre ursprünglich als Sunbeam auf den Markt kommen sollte: Sie entspricht dem Sunbeam Rapier Mark III und hat keine formalen Bezüge zu herkömmlichen Humber-Kühlern. Nur beim Sceptre zu finden sind die breiten, verchromten Seitenteile über den Stoßstangen, die zusätzliche Lufteinlässe enthalten.
Die Serienausstattung des Sceptre Mark I übertrifft die der Schwestermodelle von Hillman und Singer deutlich. Der Humber wurde serienmäßig mit Heizung, Lüftung und Gebläse, Anzeigen für die Motordrehzahl und den Öldruck, elektrisch betriebenen Scheibenwischern und einem Rückfahrscheinwerfer ausgeliefert.
Der Kaufpreis für den Humber Sceptre lag 1963 bei 997 £. Er war damit 30 Prozent teurer als der Hillman Super Minx (768 £).
Bis Herbst 1965 entstanden 17.011 Humber Sceptre Mark I. Hinzu kam eine unbekannte Zahl an Bausätzen für die CKD-Produktion.

### Mark II (1965–1967)

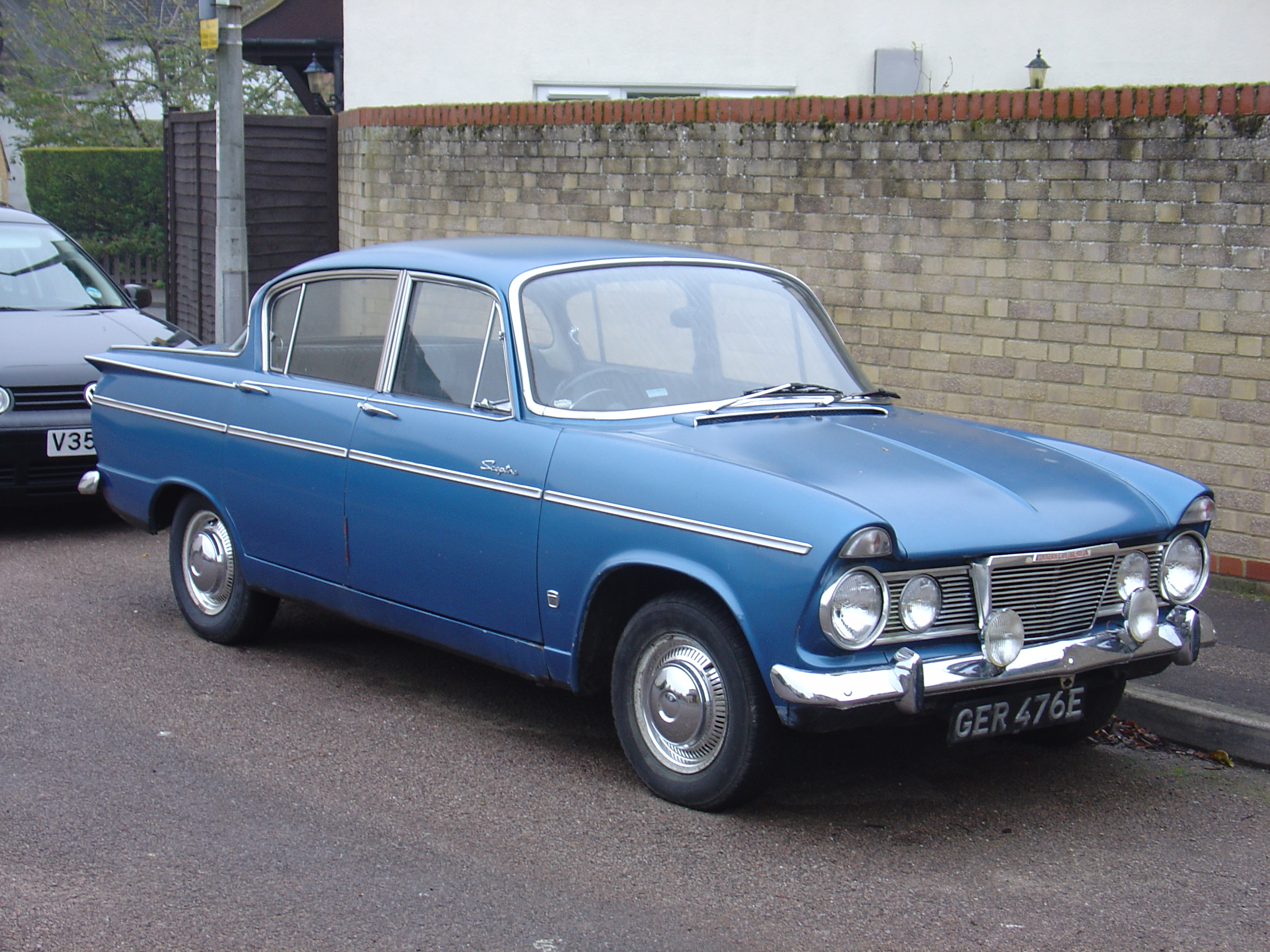
Frontpartie an den Hillman Super Minx angelehnt: Humber Sceptre Mark II

Der im Herbst 1965 eingeführte Sceptre Mark II unterscheidet sich technisch und stilistisch erheblich von dem bisherigen Mark I. Er wird von dem auf 1725 cm³ vergrößerten Reihenvierzylindermotor mit einer Leistung von 85 bhp (63 kW; 86 PS). Damit verlor der Humber Sceptre die Stellung der am stärksten motorisierten Variante der drei Schwestermodelle und glich sich im Antriebsbereich dem Singer Vogue an. Stilistisch blieb die Heckpartie unverändert; wesentliche Neuerungen gab es aber an der Frontpartie. Sie baute nun aus Rationalisierungsgründen auf der Konstruktion des Hillman Super Minx auf. Wie bei dem deutlich preiswerteren Hillman laufen die vorderen Kotflügel in einer Überdachung aus, unter der sich die Blinker und die Positionslichter befinden. In einigen Presseveröffentlichungen wird dieses Gestaltungsmerkmal „Katzenohren“ genannt. Darunter ist wie beim Hillman ein einzelner Rundscheinwerfer installiert. Sie sind damit niedriger eingebaut als beim Mark I und bieten nach Angaben des Herstellers eine bessere Lichtausbeute. Die Verkleidung der Kühleröffnung reicht über die gesamte Wagenbreite. Sie besteht aus horizontalen verchromten Streben, dem der Mitte eine viereckige Kühlermaske vorgesetzt ist. In diese Maske ist ein weiteres Scheinwerferpaar eingelassen, sodass der Eindruck von Doppelscheinwerfern entsteht.
Bis zur Produktionseinstellung im Sommer 1967 entstanden 11.985 Humber Sceptre Mark II; zusätzlich wurden einige CKD-Bausätze hergestellt.

## Produktion
Die Rohkarosserien des Humber Sceptre ließ Rootes – wie die der Schwestermodelle von Hillman und Singer – bei dem unabhängigen Karosseriehersteller Pressed Steel Company in Cowley, Oxfordshire, fertigen. Die Endmontage fand im Rootes-Werk in Ryton-on-Dunsmore bei Coventry statt.

## Der Humber Sceptre in der Presse
Die zeitgenössische britische Motorpresse kritisierte im Zusammenhang mit dem Humber zwar das Konzept des Badge Engineering dem Grunde nach, weil die Autohersteller damit mehr damit beschäftigt seien, diverse Marken am Leben zu halten als die Autos selbst weiterzuentwickeln. Ungeachtet dessen erhielt der Humber Sceptre aber gute Besprechungen. Die Zeitschrift Small Car sah in ihm einen „strahlenden, bemerkenswerten Newcomer“. Sie hielt ihn für ebenso robust wie einen Volvo und ebenso leise wie einen Rover.

## Varianten

### Achtzylinder-Version

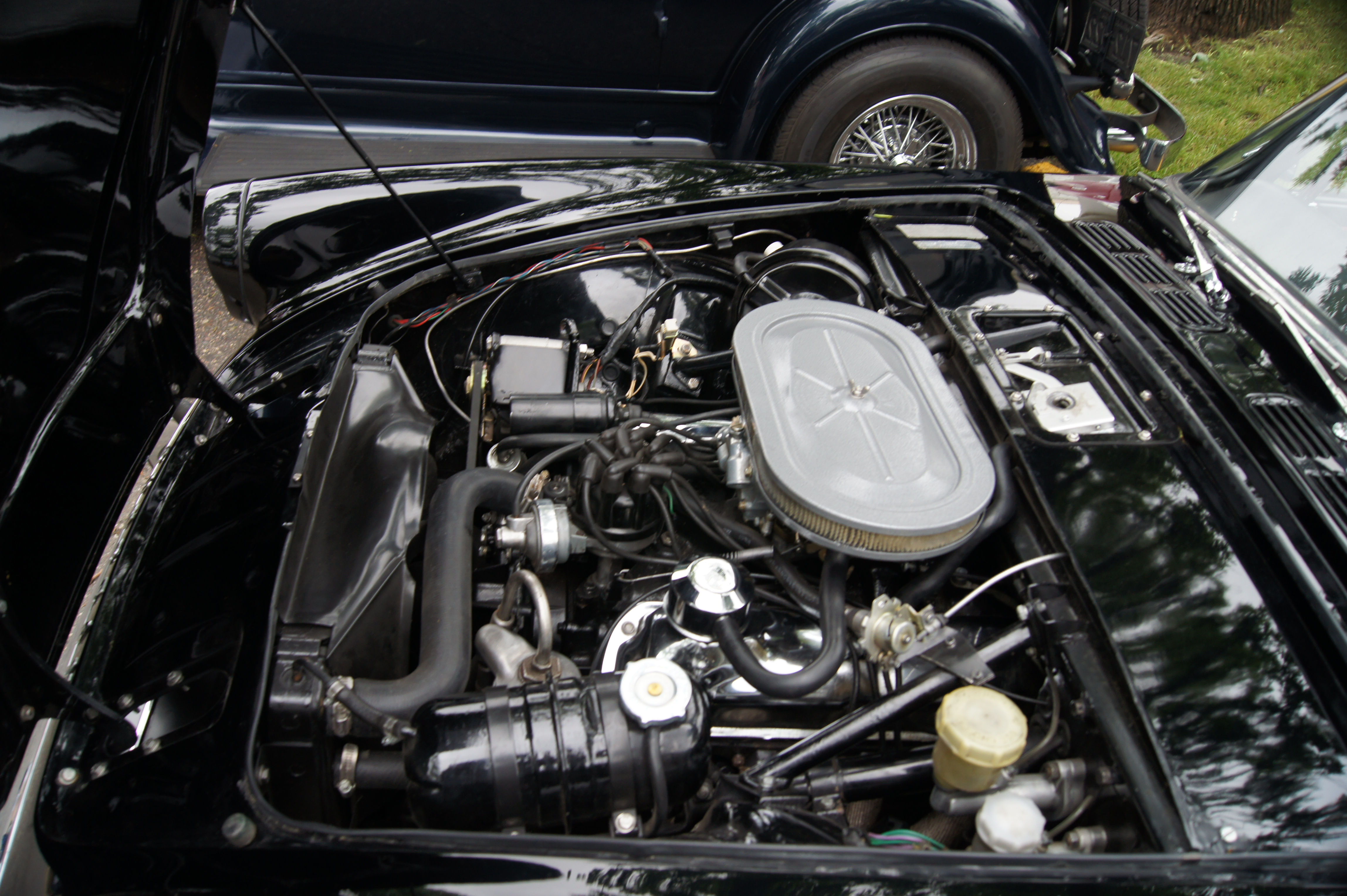
Ford-Windsor-Achtzylindermotor (in einem Sunbeam Tiger)

Mindestens sechs Sceptre-Limousinen rüstete Rootes versuchsweise mit einem US-amerikanischen Achtzylindermotor von Ford (Baureihe Windsor) mit 4,7 Litern Hubraum aus, der zur gleichen Zeit serienmäßig im offenen Sportwagen Sunbeam Tiger zum Einsatz kam. Diese Variante war als Konkurrent des Rover P5 gedacht, dessen Spitzenversion mit einem von General Motors übernommenen Achtzylinder-V-Motor ausgestattet war. Zu einer Serienfertigung des Humber mit V8-Motor kam es allerdings nicht; es wird vermutet, dass der Chrysler-Konzern, der zu dieser Zeit bereits Anteilseigner bei Rootes war, die Verwendung des Motors eines Konkurrenten ablehnte. Ein Prototyp blieb erhalten.

### Humber Vogue in Australien
Die australische Niederlassung des Rootes-Konzerns in Port Melbourne produzierte von 1962 bis 1965 neben dem Hillman Super Minx auch ein Humber Vogue genanntes Modell. Dabei handelte es sich um den technisch und stilistisch unveränderten Singer Vogue, der in Australien aus Marketinggründen unter der prestigeträchtigen Marke Humber vertrieben wurde. In einer Sport-Version war dieses Fahrzeug auch mit dem leistungsstärkeren Motor des britischen Humber Sceptre erhältlich.

### Sunbeam Venezia

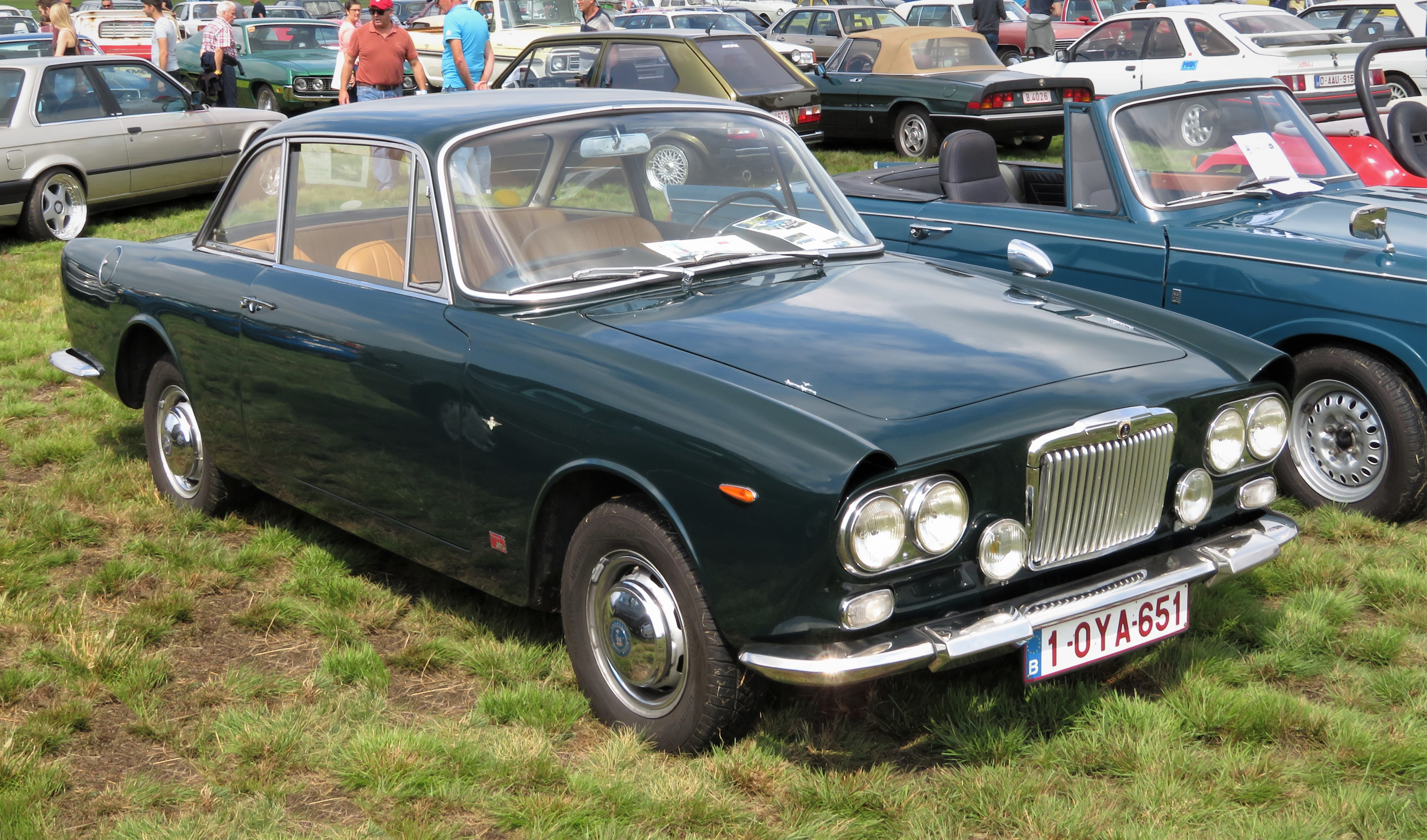
Mit Humber-Sceptre-Technik: Sunbeam Venezia (1963–1965)

Die Bodengruppe des Humber Sceptre und sein Motor bildeten die Grundlage für den zweitürigen Sportwagen Sunbeam Venezia, den die Carrozzeria Touring in Mailand von 1963 bis 1965 in geringen Stückzahlen baute. Insgesamt entstanden etwa 145 Venezia-Coupés mit Humber-Technik. Nachdem Rootes den Auftrag vorzeitig zurückgezogen hatte, produzierte Touring noch etwa 50 weitere Venezias, die auf der Bodengruppe des Hillman Super Minx aufbauten. Einem ehemaligen Rootes-Entwickler zufolge hatte der Konzern kurzzeitig erwogen, den Venezia als Coupé-Version des Sceptre (möglicherweise als Sunbeam Rapier IV) zu vermarkten. Tatsächlich wurde der Venezia nie offiziell in das britische Rootes-Programm aufgenommen und werksseitig auch nicht in Großbritannien verkauft.